# Vinko iz Zaragoze
Vinko (Osca, 3. stoljeće – Valencija, oko 304.) bio je kršćanski mučenik i svetac.

## Životopis
Bio je potomak ugledne kršćanske obitelji. Djed mu je bio konzul. Rodio se u Osci u Španjolskoj. U mladosti, povjeren je na daljnje školovanje zaragoškom biskupu Valeriju. Ubrzo je bio zaređen za đakona sa posebnom zadaćom propovijedanja.
Godine 303. došao je u Španjolsku za carskoga namjesnika Dacijana koji je sa sobom donio naredbe cara Dioklecijana protiv kršćana. Valerije i biskup su dovučeni u lancima u Valenciju i držani su u zatvoru dugo vremena.
Biskup Valerije bio je pušten i prognan iz zemlje, a Vinko zadržan i podvrgnut mučenjima te su ga razapinjali kukama. Dacijan mu je ponudio da će ga pustiti ako bi mu predao kršćanske knjige kako bi ih spalio, što je on odbio. Zatim su ga živog pekli i u rane mu sipali sol.
Zatim su ga vratili u tamnicu te je umro na krevetu. Tijelo mu je bačeno strvinarima, ali ga je prema predaji obranio gavran. Tijelo mu je potom bačeno u more, ali je ono isplivalo na obalu.
Tijelo mu je odneseno na rt, danas nazvan po njemu gdje je nad njegovim grobom podignuto svetište, koje su prema predaji čuvala jata gavranova. U vrijeme muslimanske vladavine nad Pirinejskom poluotoku, arapski geograf Al-Idrisi zabilježio je ovu pojavu, zbog čega je to mjesto nazvao كنيسة الغراب (Kanīsah al-Ghurāb; Crkva gavrana). Portugalski kralj Alfons I. (1139. – 1185.) dao je ekshumirati njegovo tijelo 1173. godine i brodom ga dopremili u lisabonsku katedralu. Ovaj je prijenos relikvija prikazan na grbu Lisabona.

## Štovanje
Na njegov blagdan Vincekovo, vinogradari obilaze vinograde gdje blagoslovljenom vodom blagoslivljaju lozu. U životopisu svetoga Vinka ne postoje podatci koji bi ga mogli povezati s vinom i vinogradima te je postao zaštitnikom vjerojatno zahvaljujući svojemu imenu.
Također je zaštitnik i staklara, mornara i ciglara.
Prikazuje ga se kao mladić koji nosi đakonsku dalmatiku. Katkad ga je teško razlikovati od svetog Lovre, jer i on ima roštilj kao sredstvo svojega mučeništva. Prikazani gavran aludira na pticu koja je došla da ga zaštiti kad su ga bili bacili pred divlju zvjerad te mlinski kamen kojim je bio privezan kad su ga nakon smrti bacili u more.
Na sjeveru Hrvatske njegov se blagdan naziva: Vinceško, Vincelovo, Vincetovo i Vincekovo.

### Članci
- Kolić-Klikić, Vesna. 1995. Sveti Vinko - patron Vinograda sjeverne Hrvatske. Etnološka tribina. Hrvatsko etnološko društvo. Zagreb. 25 (18): 149–154

### Knjige
- Iveković, Francisko. 1892. Životi svetaca i svetica Božjih: Siječanj, veljača, ožujak. Dijel 1. 2. izdanje. Hrvatsko katoličko tiskovno društvo. Zagreb.
- Purcell, Mary. 1960. Saint Anthony and His Times (engleski). Hanover House. Garden City, New York.
- Blazović, Augustin. 1966. Sveci u crikevnom ljetu. I. dio. Beč

## Vanjske poveznice
Ostali projekti
|  | Zajednički poslužitelj ima još gradiva o temi Vinko iz Zaragoze |